# Riforma delle unità di lunghezza nello Stato di Milano (1781)
La riforma delle unità di lunghezza nel Ducato di Milano del 1781 fu realizzata attraverso studi di Cesare Beccaria, coadiuvato da Paolo Frisi e dal fratello Annibale Beccaria, per unificare il braccio in uso nei territori dello Stato. Il sistema mantenne le suddivisioni duodecimali già in uso.
Il nuovo campione del braccio fu realizzato sulla base di due campioni antichi, malamente conservati: uno presso l'ufficio del bollo dei pesi e delle misure, l'altro appartenuto all'ingegnere Carlo Giuseppe Merlo.
Paolo Frisi stabilì un rapporto di 1/3116 tra la lunghezza del braccio milanese e il miglio d'equatore.
Il trabucco, in mancanza di campioni autentici, venne considerato pari a 58 once e 8 punti, basandosi solo sulla "comune opinione"; un valore leggermente diverso rispetto a quello indicato nel tentativo di riforma del 1604.

## Misure di lunghezza abolite
Un braccio di Milano conteneva 1728 atomi. Il rapporto in metri è ricavato dal valore del braccio di Milano stabilito nel 1803.
| Luogo         | Braccio                  | Atomi del braccio di Milano | Rapporto con il braccio | Metri   |
| ------------- | ------------------------ | --------------------------- | ----------------------- | ------- |
| Milano        | da seta                  | 1526 1/4                    | 0,8832                  | 0,52545 |
| Milano        | da panno                 | 1938 1/2                    | 1,1218                  | 0,66740 |
| Pavia         | da fabbrica              | 1826 1/3                    | 1,0569                  | 0,62879 |
| Pavia         | da seta                  | 1530                        | 0,8854                  | 0,52676 |
| Pavia         | da panno                 | 1944 1/3                    | 1,1252                  | 0,66943 |
| Cremona       | da fabbrica              | 1404                        | 0,8125                  | 0,48339 |
| Cremona       | da seta                  | 1800 5/12                   | 1,0419                  | 0,61987 |
| Cremona       | da panno                 | 1946 3/4                    | 1,1266                  | 0,67026 |
| Lodi          | da fabbrica              | 1323                        | 0,7656                  | 0,45549 |
| Lodi          | da seta                  | 1529 5/12                   | 0,8851                  | 0,52658 |
| Lodi          | da tela o panno          | 1939 1/3                    | 1,1223                  | 0,66770 |
| Como          | da fabbrica              | 1467 1/4                    | 0,8472                  | 0,50403 |
| Como          | da seta                  | 1536 3/4                    | 0,8893                  | 0,52908 |
| Como          | da panno                 | 1950 1/2                    | 1,1288                  | 0,67157 |
| Casalmaggiore | da fabbrica              | 1414 1/2                    | 0,8186                  | 0,48702 |
| Casalmaggiore | da seta, bavella o misto | 1799 5/12                   | 1,0413                  | 0,61951 |
| Casalmaggiore | senza seta e bavella     | 1937 1/4                    | 1,1211                  | 0,66699 |
| Valsassina    | da fabbrica              | 1522 3/4                    | 0,8812                  | 0,52426 |
| Valsassina    | da seta                  | 1496                        | 0,8657                  | 0,51504 |
| Valsassina    | da panno                 | 1992                        | 1,1528                  | 0,68585 |
| Soncino       | da fabbrica              | 1414                        | 0,8183                  | 0,48684 |
| Soncino       | da seta e panno          | 1940                        | 1,1227                  | 0,66794 |